# 에쿠니 가오리
에쿠니 가오리(일본어: 江國香織, 1964년 3월 21일 - )는 일본의 소설가이다. 도쿄도 세타가야구에서 태어났고, 메지로 학원 여자 단기 대학 국문과와 미국 델라웨어 대학을 졸업하였다. 수필가 에쿠니 시게루의 딸이다.

## 수상내역
- 제1회 페미나상 (1989)
- 제38회 산케이아동출판문화상 (1990)
- 제7회 츠보타조지문학상 (1990)
- 제2회 무라사키시키부문학상 (1992)
- 제21회 로보노이시문학상 (1999)
- 제15회 야마모토주고로상 (2001)
- 제130회 나오키상 (2004)
- 제14회 시마세 연애 문학상・島清恋愛文学賞(2007)

## 작품목록
- 냉정과 열정사이: Rosso (2001년)
- 반짝반짝 빛나는 (1991년)
- 호텔 선인장 (2001년)
- 하느님의 보트
- 웨하스 의자 (2001년)
- 울 준비는 되어 있다 (2003년)
- 일곱 빛깔 사랑
- 언젠가 기억에서 사라진다 해도
- 도쿄 타워 (2001년)
- 마미야 형제 (2004년)
- 낙하하는 저녁(1996년)
- 당신의 주말은 몇 개입니까
- 홀리가든
- 차가운 밤에
- 맨드라미의 빨강 버드나무의 초록
- 취하기에 부족하지 않은(원제:하찮은 것들)
- 좌안
- 제비꽃 사탕 절임
- 장미 비파 레몬
- 나의 작은 새
- 달콤한 작은 거짓말 (2004년)
- 소란한 보통날
- 부드러운 양상추
- 빨간장화